# Schizotetranychus brevisetosus
Schizotetranychus brevisetosus är en spindeldjursart som beskrevs av Ehara 1989. Schizotetranychus brevisetosus ingår i släktet Schizotetranychus och familjen Tetranychidae. Inga underarter finns listade i Catalogue of Life.